# Crkva sv. Ivana Krstitelja na Birnju
Crkva sv. Ivana Krstitelja nalazi se na jednom od vrhova Kozjaka Birnju, na području naselja Kaštel Lukšića.

## Opis
Vrijeme nastanka: 13. do 19. stoljeće. Crkva sv. Ivana Krstitelja smještena je na Birnju-istaknutom vrhu Kozjaka na mjestu prapovijesne gradine Birnja, jedne od najvećih na kaštelanskom području. Crkva je jednobrodna građevina longitudinalne osnove s polukružnom apsidom na začelju. Prema izvorima, crkva sv. Ivana je egzistirala na Birnju od 13.st. ali se ne zna kada je točno predmetna crkva izgrađena. Polukružna apsida je ostatak starije crkve i građena je grubo obrađenim kamenom dok je brod crkve izgrađen 1888. godine. Zbog izloženosti mjesta na kojem je smještena često je stradavala, a u obnovi iz 15.st. sačuvao se unutrašnji natpis na latinskom jeziku do kojega je grb na čijem su štitu dvije tikve.

## Zaštita
Pod oznakom Z-3572 zavedena je kao nepokretno kulturno dobro - pojedinačno, pravna statusa zaštićena kulturnog dobra, klasificirano kao "sakralna graditeljska baština".